# The Black Sea
The Black Sea ist eine Tragikomödie von Crystal Moselle und Derrick B. Harden. Der Film, in dem Harden als Alleinreisender in einem kleinen Ferienort am titelgebenden Schwarzen Meer strandet, feierte im März 2024 beim South by Southwest Film Festival seine Premiere.

## Handlung
Khalid stammt aus Brooklyn, ist aber auf einer Reise in einem kleinen Ferienort am Schwarzen Meer hängengeblieben. Als einziger Schwarzer weit und breit wird er von den Einwohnern des bulgarischen Dorfs neugierig beäugt. Als Khalid versucht zurück nach New York zu kommen, hat er eine ungeahnte Begegnung.

## Produktion

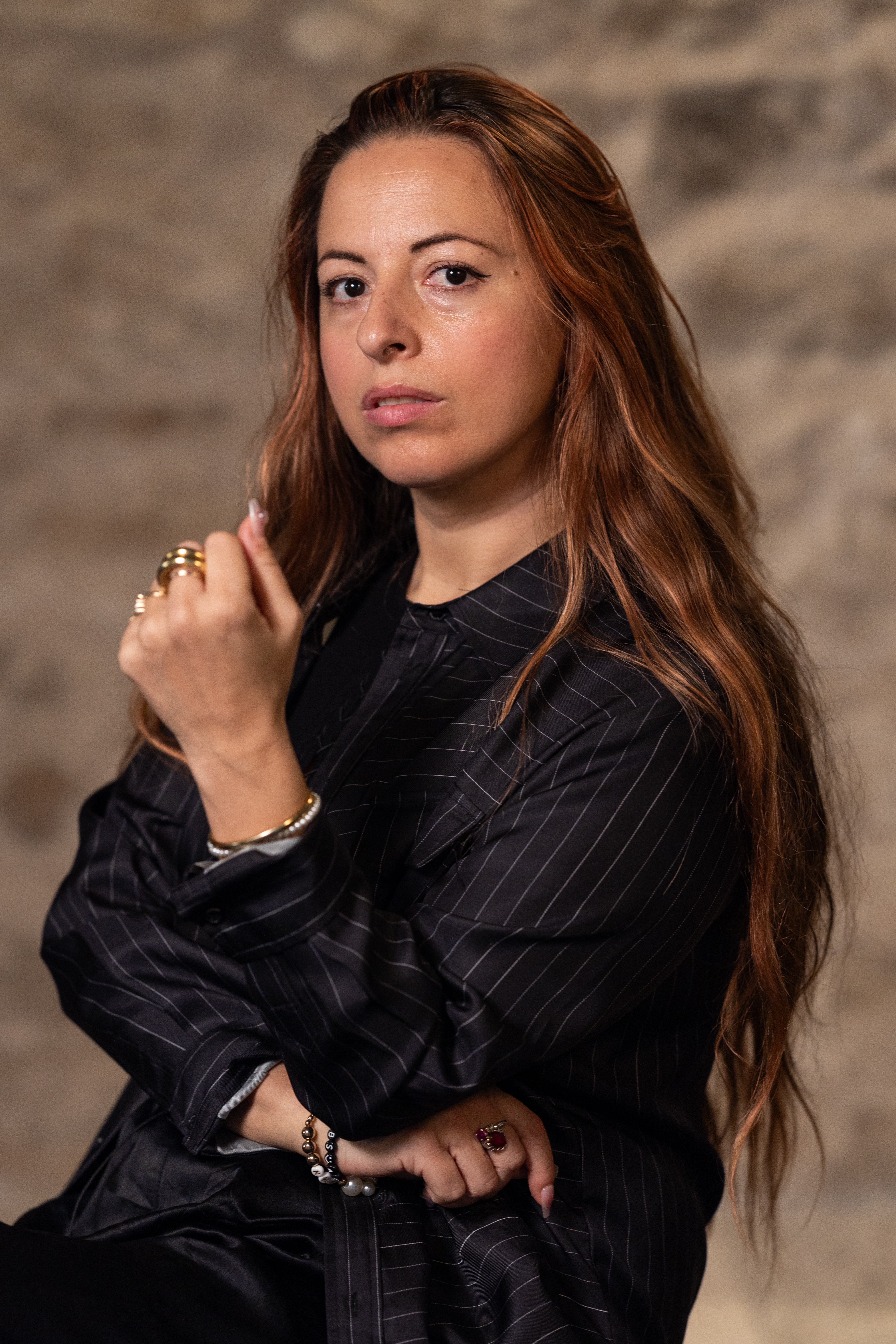
Regisseurin Crystal Moselle

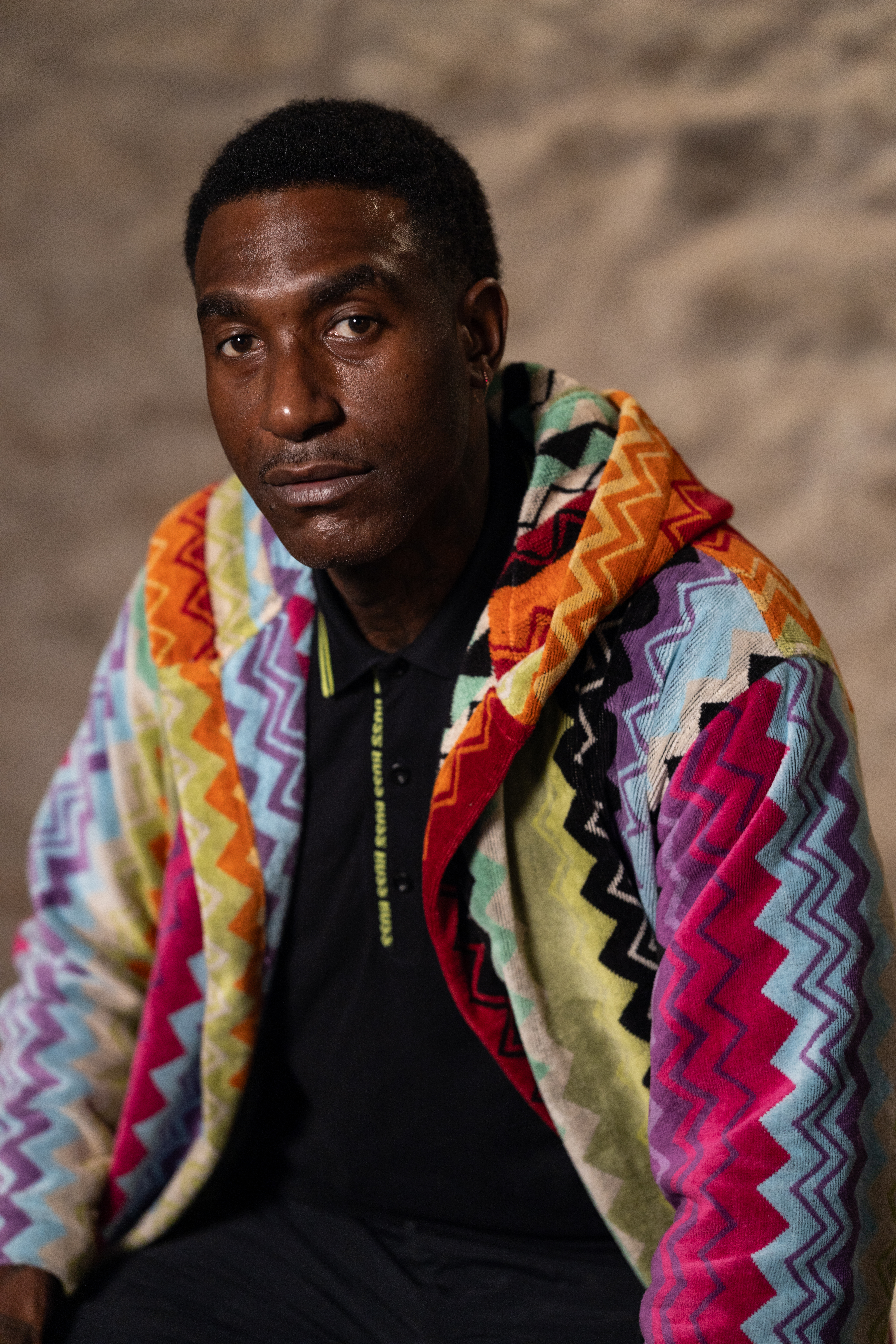
Regisseur und Hauptdarsteller Derrick B. Harden

Regie führten Crystal Moselle und Derrick B. Harden. Moselles Regiedebüt war The Wolfpack. Der Dokumentarfilm wurde im Januar 2015 beim Sundance Film Festival gezeigt und dort mit dem Großen Preis der Jury ausgezeichnet. Ihr Kurzfilm That One Day feierte im September 2016 bei den Filmfestspielen in Venedig seine Premiere. Ihr Film Skate Kitchen wurde im Januar 2018 beim Sundance Film Festival erstmals gezeigt. Gemeinsam mit Izabella Tzenkova tritt Moselle bei The Black Sea auch als Produzentin in Erscheinung.
Harden, der zuvor lediglich in einer Folge der Fernsehserie Betty zu sehen war, spielt in The Black Sea auch in der Hauptrolle Khalid. In weiteren Rollen sind Irmena Chichikova, Stojo Mirkow und Samuel Finzi zu sehen.
Kameramann Jackson Hunt war in der Vergangenheit überwiegend für Musikvideos tätig, so für den Song Pretty Hurts von Beyoncé.
Die Filmmusik komponierte der Musiker und Songwriter Charles Moselle, der Vater der Regisseurin.
Die Weltpremiere von The Black Sea fand am 9. März 2024 beim South by Southwest Film Festival statt. Im Mai 2024 wurde der Film beim Seattle International Film Festival gezeigt. Im September 2024 wird The Black Sea beim Nashville Film Festival vorgestellt und Anfang Oktober 2024 beim New/Next Film Festival. Im November 2024 wird der Film beim Denver Film Festival gezeigt.

## Rezeption

### Kritiken
Von den bei Rotten Tomatoes aufgeführten Kritiken sind 91 Prozent positiv.

### Auszeichnungen
Denver Film Festival 2024
- Nominierung im American Independent Competition[6]

Nashville Film Festival 2024
- Auszeichnung mit dem Grand Jury Prize im Narrative Feature Competition (Derrick B. Harden und Crystal Moselle)[7]

Seattle International Film Festival 2024
- Nominierung im New American Cinema Competition (Derrick B. Harden und Crystal Moselle)[8]

 South by Southwest Film Festival 2024
- Nominierung im Narrative Feature Competition[1]